# Tesia superciliaris
Tesia superciliaris é uma espécie de ave da família Cettiidae.
Apenas pode ser encontrada: Indonésia.